# Isle of Thanet

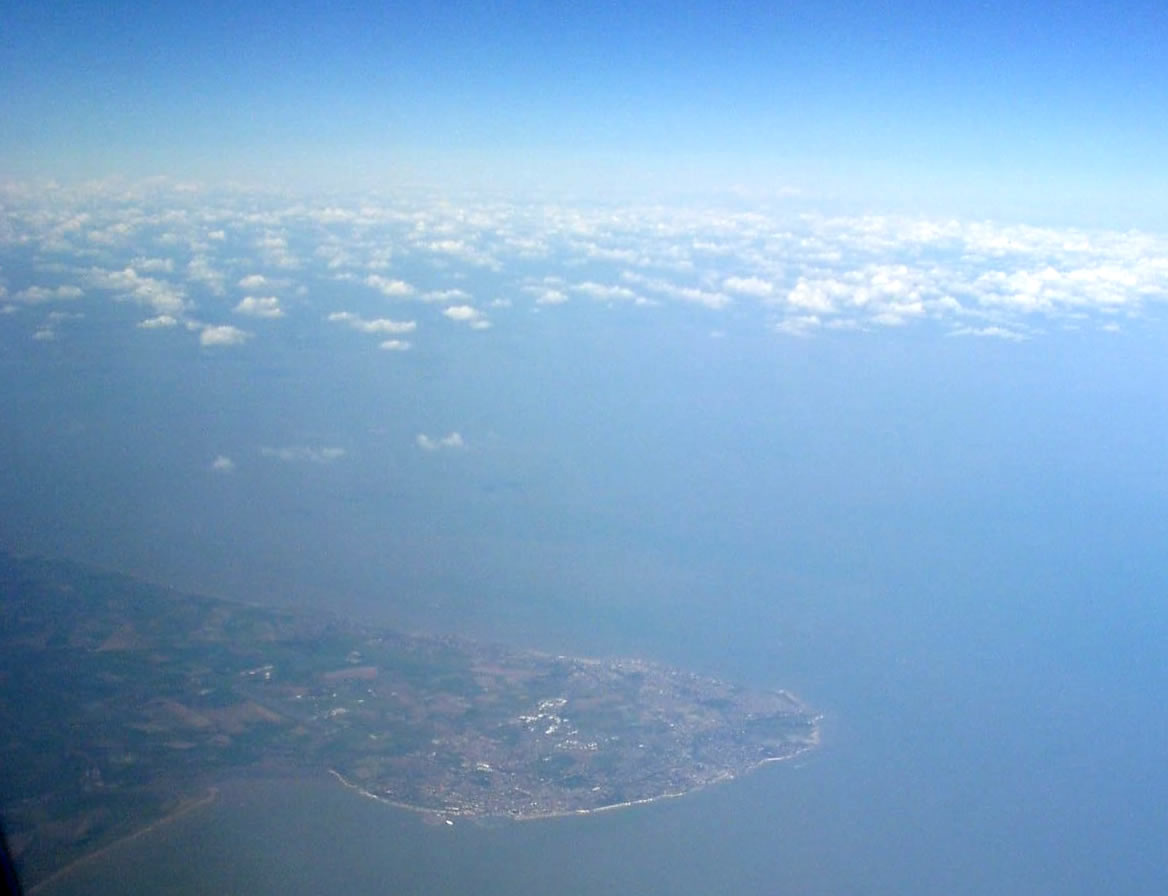
Luchtfoto

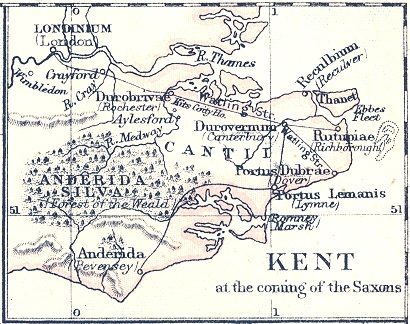
Oude kaart van Kent

Isle of Thanet is een voormalig eiland in het district Thanet en is het oostelijkste punt van graafschap Kent.
In de Romeinse tijd stond het eiland bekend als Tanatus. In 54 v.Chr. landde Caesar met 800 boten in de brede Pegwell Bay en liet hij er een fort bouwen.
Ook de invasie van de Angelen en de Saksen kwam hier het eerst aan land, en wel in 447 of 449. Het eiland werd toen nog door de ruim 2 km brede rivier Wantsum gescheiden van het vasteland. In de 8e eeuw zou de afstand al zijn geslonken tot 600 meter. Tot in de 18e eeuw zou een veerboot vanaf Sandwich naar het eiland varen. Na de bouw van een houten brug werd de veerdienst gesloten. Tegenwoordig kan niet meer van een eiland worden gesproken. De belangrijkste plaats van Isle of Thanet is nu Ramsgate. De oostelijke punt heet North Foreland.
In de 19e eeuw bezat de bankier en weldoener Moses Montefiore een groot landgoed op het eiland. In 1833 bouwde hij er een synagoge, en na zijn dood werd er een mausoleum rond zijn graf opgetrokken.

## Voetnoten
1. ↑  Britse archeologen vinden plek waar Julius Caesar landde met zijn leger, nos.nl, 1 december 2017. Gearchiveerd op 22 september 2021.